# Мирошниченко, Иван Семёнович
Иван Семёнович Мирошниченко (1909, Черкасская область — 22 июня 1945) — командир отделения саперного взвода 712-го стрелкового полка сержант — на момент представления к награждению орденом Славы 1-й степени.

## Биография
Родился в 1909 году в селе Белозерье, Черкасского района Черкасской области Украины,. Украинец. Работал в колхозе трактористом.
В феврале 1944 года был призван в Красную Армию Смелянским райвоенкоматом. С апреля того же года участвовал в боях с захватчиками на 1-м Белорусском фронте. Воевал в составе 712-го стрелкового полка 132-й стрелковой дивизии, был сапером. В июле 1944 года был тяжело ранен, награждён медалью «За отвагу».
В ночь на 10 октября 1944 года в районе населенного пункта Рембельчинзна сержант Мирошниченко вместе с подчиненными под огнём противника проделал 2 прохода в проволочных заграждениях и минном поле противника в 25 метрах от траншей противника. 10 октября после артподготовки лично проделал проход для пехоты и снял 12 мин.
Приказом по частям 132-й стрелковой дивизии от 24 октября 1944 года сержант Мирошниченко Иван Семёнович награждён орденом Славы 3-й степени.
В ночь на 14 января 1945 года близ города Яблонна-Легьоново сержант Мирошниченко обезвредил 36 мин и провел через проволочное заграждение врага разведчиков, чем обеспечил захват «языка».
Приказом по войскам 47-й армии от 4 февраля 1945 года сержант Мирошниченко Иван Семёнович награждён орденом Славы 2-й степени.
В наступательных боях с 14 апреля 1945 года в районе станции Ной-Барним сержант Мирошниченко под огнём противника проделал четыре прохода в минных полях и проволочных заграждениях противника, снял до 70 мин. 16 апреля был ранен, но поле боя не покинул.
Указом Президиума Верховного Совета СССР от 31 мая 1945 года за образцовое выполнение боевых заданий командования на фронте борьбы с немецкими захватчиками и проявленные при этом доблесть и мужество сержант Мирошниченко Иван Семёнович награждён орденом Славы 1-й степени. Стал полным кавалером ордена Славы.
Последнюю боевую награду получить не успел. Старший сержант Мирошниченко погиб 22 июня 1945 года в Германии.
Награждён орденами Славы 3-х степеней, медалью «За отвагу».